# David Denicke
David Denicke (* 30. Januar 1603 in Zittau; † 1. April 1680 in Hannover) war ein deutscher Jurist und Kirchenlieddichter.

## Leben
In Wittenberg und Jena studierte Denicke Rechtswissenschaften und Philosophie. In Königsberg war er Privatdozent. Er reiste in den Jahren 1625 bis 1628 nach Holland, England und Frankreich. 1629 wurde er Hofmeister der Söhne des Herzogs Georg (Braunschweig-Calenberg) in Herzberg (Harz). Abt des Stifts Bursfelde wurde er 1639, Hofrat 1640 und zwei Jahre später Konsistorialrat in Hannover. Justus Gesenius veröffentlichte 1646 zusammen mit David Denicke ein Gesangbuch, das für die Privatandacht bestimmt war, aus dem später das Hannoversche Gesangbuch (erschienen 1659) hervorging. Conrad Christian Heinemann sagte in seiner Leichenpredigt auf Denicke 1680, „daß er geistreiche Psalmen durch Gottes Hilfe geschrieben / welche unter uns öffentlich gesungen werden“. Noch heute werden einige Lieder aus dem Hannoverschen Gesangbuch gesungen.
David Denicke heiratete am 5. Dezember 1643 in der Marktkirche Magdalene Elisabeth von Windheim. Die Familie gelangte 1714 in den Besitz des Ritterguts Evensen. Zu den Nachkommen zählt Moritz von Denicke.

## Werke (Auswahl)
- New Ordentlich Gesang-Buch. Sampt Einer nothwendigen Vorrede u. Erinnerung Von dessen nützlichem Gebrauch. Hannover 1646
6. Auflage: Das Hannov. ord., vollst. Gesangbuch, Darinn 300 auserlesene Psalmen, Lob-Gesänge u. geistl. Lieder, z. Beförderung d. Privat- u. öff. Andacht. Lüneburg 1657,
darin die Gesangbuchlieder
  - Gott Vater, dir sei Dank gesagt und Ehre (EG 160; ursprünglich letzte Strophe des Magnificat-Liedes Mein Herz und Seel den Herren hoch erhebet, Digitalisat)
  - Herr, für dein Wort sei hoch gepreist (EG 196; ursprünglich die Strophen 3, 5–7, 9 und 10 des Liedes Wir Menschen sind zu dem, o Gott, Digitalisat)
  - Nun jauchzt dem Herren, alle Welt (nach Cornelius Becker; EG 288, GL 144, Digitalisat)